# Richland (Mississippi)
Richland is een plaats (city) in de Amerikaanse staat Mississippi, en valt bestuurlijk gezien onder Rankin County.

## Demografie
Bij de volkstelling in 2000 werd het aantal inwoners vastgesteld op 6027.
In 2006 is het aantal inwoners door het United States Census Bureau geschat op 7118, een stijging van 1091 (18,1%).

## Geografie
Volgens het United States Census Bureau beslaat de plaats een oppervlakte van
31,7 km², geheel bestaande uit land.

## Plaatsen in de nabije omgeving
De onderstaande figuur toont nabijgelegen plaatsen in een straal van 12 km rond Richland.